# Can Tapioles
Can Tapioles és una obra eclèctica de Santa Cristina d'Aro (Baix Empordà) inclosa a l'Inventari del Patrimoni Arquitectònic de Catalunya.

## Descripció
Situada a tocar de la carretera de Romanyà, davant de l'església, és una masia de tipologia tradicional. Té planta basilical i és coberta a dos nivells, a dues aigües el cos central i a una vessant els laterals, amb el carener perpendicular a la façana principal.
Consta d'una sala central que dona accés a la resta de les dependències. Al fons hi ha l'escala principal i les antigues quadres. Els murs són de maçoneria arrebossada emblanquinada.
Les obertures són emmarcades amb pedra i allindades, mentre que la porta principal és d'arc escarsser.